# 三交社
三交社（さんこうしゃ）は、東京都台東区にある日本の出版社。

## 概要
自社発行書籍以外に、英和出版社の子会社の株式会社メディアソフト、株式会社シーラボなどの書籍の発売元となっている。

## 主な出版物
事典
- 『ナチス第三帝国事典』
- 『聖人事典』
- 『ローマ教皇事典』
- 『建築家人名事典』
- 『日本の島事典』

文庫レーベル
- SKYHIGH文庫（電子書籍版はメディアソフトから発売）
- エブリスタWOMAN
- 艶情文庫
- ガブリエラ文庫（発行：メディアソフト）
- ガブリエラ文庫プラス（発行：メディアソフト）
- ラルーナ文庫（発行：シーラボ）
- Ｋロマンス文庫（発行：シーラボ）※刊行停止

コミックレーベル
- ナナイロコミックス （編集：英和出版社、電子書籍版はメディアソフトから発売）
- ラブキッシュコミックス（発行：メディアソフト）
- Comic Piatto（発行：メディアソフト）
- Charles Comics（発行：メディアソフト）
- Philippe Comics（発行：メディアソフト）※刊行停止
- Adam Comics（発行：ブレインハウス）
- カノンミアコミックス（発行：英和出版社）
- Daisy Comics（発行：英和出版社）

ノベルス
- ガブリエラブックス（発行：メディアソフト）
- ディヴァースノベル（発行：メディアソフト）
- UGnovels（発行：英和出版社）

## 三交社に書籍流通を委託している会社
- 株式会社メディアソフト ※雑誌・ムックは自社発売
- 株式会社英和出版社 ※雑誌・ムックは自社発売
- 株式会社ブレインハウス ※雑誌・ムックはメディアソフトから発売
- 株式会社シーラボ ※文庫本の書籍流通を委託
- 株式会社CLAPコミックス ※コミックスの書籍流通を委託
- 株式会社クラフトマンシップ ※DVDの書籍流通を委託